# گویش کرجی
گویش کرجی در استان البرز گویش می شود. طبق گلاتولوگ گویش کرجی زیر مجموعه گویش‌های فارسی-مازندرانی می‌باشد که در شهرستان کرج از دهستان آدران تا شهر کرج، شهرستان فردیس و شهرستان ساوجبلاغ گویش می‌شود. به اعتقاد زبان‌شناسان گویش منطقه کرج به شدت با زبان مازندرانی آمیخته شده است. این گویش به زبان‌های مازندرانی و تاتی نزدیکی دارد ولیکن ویژگی‌های دستوری و واژگانی منحصر به فرد باعث شده که زبان‌شناسان این گویش را از مازندرانی و تاتی جدا بسازند و در شاخه ای مجزا به نام گویش‌های فارسی-تبری قرار دهند. به اعتقاد حبیب برجیان گویش کرج  زیر مجموعه گویش‌های فارسی-مازندرانی می باشد.  به اعتقاد برجیان این گویش دره کرج مرز بین گویش مازندرانی، تاتی و فارسی می باشد. به نقل از استان شناسی البرز گویش کرج ، طالقان و شمال ساوجبلاغ شبیه و نزدیک به مازندرانی است.
به گفتهٔ حبیب برجیان در دامنه جنوبی رشته کوه البرز طیف وسیعی از لهجه‌های ترکیبی وجود دارند که می‌توانند به دو گروه تقسیم شوند: گروه نخست گویش‌های طبری گونه هستند که تحت تأثیر زبان فارسی هستند که اصطلاحاً به آن گویش تبروید گفته می‌شود و گروه دوم گویش‌های فارسی هستند که تحت تأثیر زبان طبری هستند و به نوعی مرز انتقال دو زبان طبری و فارسی محسوب می‌شوند که اصطلاحاً به آن گویش‌های فارسی-تبری گفته می‌شود. در گویش‌های فارسی-تبری یک واگرایی در واژگان فارسی دیده می‌شود که با لهجه تهرانی تلفظ می‌شوند و از نظر ریخت‌شناسی بسیار شبیه به گویش تهرانی هستند ولیکن از نظر فعلی تحت تأثیر زبان مازندرانی هستند و دراین گویش‌ها افعال مازندرانی در غالب فارسی صرف می‌شود. باوجود نزدیکی بین گویش‌های فارسی-تبری و فارسی، به علت وجود واژگان متفاوت و استفاده از افعال مازندرانی درک متقابل بین گویش‌وران این دو زبان به شدت پایین می‌باشد و پژوهشگرانی همچون صادق کیا از زبان طبری برای فهم این گونه گویش‌ها بهره جسته‌اند.

## محدوده جغرافیایی
گویش کرجی گویش بومیان بخش‌های مرکزی و جنوبی شهرستان کرج و گویش بومیان مردم شهرستان فردیس و شهرستان ساوجبلاغ می‌باشد که در تمام آبادی‌های آدران و محلات کرج و هشتگرد توسط بومیان گویش می‌شود. این گویش غربی‌ترین گویش از گویش‌های فارسی-مازندرانی می‌باشد که تا آبادی‌های ساوجبلاغ ادامه دارد.

## دستور زبان

### ضمایر
در گویش کرجی ضمیر سه حالت دارد: فاعلی، مفعولی و ملکی.
| ضمیر         | ۱ مفرد | ۲ مفرد | ۳ مفرد | ۱ جمع   | ۲ جمع   | ۳ جمع   |
| ------------ | ------ | ------ | ------ | ------- | ------- | ------- |
| فاعلی، کرجی  | man    | to     | u      | mâ      | šomâ    | unâ     |
| مفعولی، کرجی | mane   | ture   | onere  | mârâ    | šomârâ  | unâre   |
| ملکی، کرجی   | em     | et     | eš     | mun/mân | tun/tân | šun/šân |

### شناسه
در گویش کرجی شناسه‌ها به صورت زیر در آخر فعل می‌آیند:
| گذشته                                   | ۱ مفرد | ۲ مفرد | ۳ مفرد | ۱ جمع | ۲ جمع | ۳ جمع |
| --------------------------------------- | ------ | ------ | ------ | ----- | ----- | ----- |
| شناسه پس از همخوان (صامت)               | am     | i      | ∅      | im    | in    | an    |
| شناسه پس از واکه (حرف صدادار) فعل حال   | m      | y      | e      | ym    | yn    | n     |
| شناسه پس از واکه (حرف صدادار) فعل گذشته | m      | y      | ∅      | ym    | yn    | n     |
| شناسه پس از واکه (ی)                    | am     | ey     | ∅      | eym   | eyn   | an    |

### صرف فعل
در جدول زیر فعل آوردن (biyordan) بر اساس گویش کرجی در زمان‌های مختلف صرف می‌شود.
| زمان/شخص           | ۱ مفرد         | ۲ مفرد        | ۳ مفرد       | ۱ جمع           | ۲ جمع           | ۳ جمع            |
| ------------------ | -------------- | ------------- | ------------ | --------------- | --------------- | ---------------- |
| حال التزامی        | biyoram        | biyori        | biyore       | biyorim         | biyorin         | biyoran          |
| حال ساده           | miyoram        | miyori        | miyore       | miyorim         | miyorin         | miyoran          |
| حال در حال انجام   | daram-miyoram  | dari-miyori   | dare-miyore  | darim-miyorim   | darin-miyorin   | daran-miyoran    |
| گذشته ساده         | biyordam       | biyordi       | biyorde      | biyordim        | biyordin        | biyordan         |
| گذشته استمراری     | miyordam       | miyordi       | miyorde      | miyordim        | miyordin        | miyordan         |
| گذشته در حال انجام | dabom-miyordam | daboy-miyordi | dabo-miyorde | daboym-miyordim | daboyn-miyordin | daboyan-miyordan |
| گذشته کامل         | biyorde bom    | biyorde bi    | biyorde bo   | biyorde boym    | biyorde boyn    | biyorde bon      |

### نشانه جمع
اسم در گویش کرجی با [hâ] و [ân] به اسم جمع تبدیل می‌شود.
| کوزه‌ها | bestuhâ |
| بره‌ها  | vareân  |
| گاوها  | geuân   |

### مضاف مضافٌ‌الیه
مضاف مضافٌ‌الیه در گویش کرجی با دیگر گویش‌های فارسی-مازندرانی مطابقت ندارد و مضاف مضافٌ‌الیه در این گویش به گویش مازندرانی و گیلکی و طالقانی شباهت دارد.
| درخت چنار | chenare deraxt |
| صورت آدم  | dime adem      |

| فارسی معیار            | گویش کرج                     |
| ---------------------- | ---------------------------- |
| درخت سیب آنقدر بار داد | sibe deraxt andin bâr hâdâye |

بعضاً در جملات مضاف و مضافٌ‌الیه برعکس حالت معمول نیز استفاده می‌شود.
| فارسی معیار            | گویش کرج                     |
| ---------------------- | ---------------------------- |
| درخت سیب آنقدر بار داد | deraxte sib andin bar hâdâye |

### صفت و موصوف
صفت و موصوف در گویش کرجی با دیگر گویش‌های فارسی-مازندرانی مطابقت ندارد و صفت و موصوف در این گویش به گویش مازندرانی و گیلکی و طالقانی شباهت دارد.
| برگ نازک  | nâzeke valg    |
| خر پیر    | pire xar       |
| گل پژمرده | bapelâsiye gol |

| فارسی معیار       | گویش کرج             |
| ----------------- | -------------------- |
| خر پیر افسار رنگی | pire xar usale rangi |

### حرف اضافه
حرف اضافه در گویش کرجی از قبیل زیر است.
| فارسی معیار | گویش کرج |
| ----------- | -------- |
| از          | a/az     |
| روی         | bar      |
| به          | be       |
| در          | der/mon  |
| روی         | ru       |
| با          | vâ/vo    |
| برای        | vase     |
| را          | e/re     |

| فارسی معیار | گویش کرج    |
| ----------- | ----------- |
| از کجا آمد  | a kuje bimu |

### قید مکان
قید مکان در گویش کرجی از قبیل زیر است.
| این   | in   |
| آن    | on   |
| اینجا | inje |
| آنجا  | onje |
| کجا   | kuje |

| فارسی معیار                   | گویش کرج                           |
| ----------------------------- | ---------------------------------- |
| من اینجا بودم                 | man inje bom                       |
| آنجا خبری نیست                | onje xabari dani                   |
| این بره را از کجا تا کجا ببرم | in vare re a kuje ta kuje baberem  |
| این درخت امسال فراوان بار داد | in deraxt emsal ferâvân bar hâdâye |

### ضمیر پرسشی
ضمایر پرسشی در گویش کرجی از قبیل زیر است.
| چه     | či   |
| چرا    | čerâ |
| چه وقت | key  |
| کجا    | kuje |

| فارسی معیار | گویش کرج     |
| ----------- | ------------ |
| چی می‌گویی   | či miguy     |
| کجا می‌روی   | kuje miši    |
| چرا نمی‌رود  | čerâ nemišuy |

### افعال
شماری از افعال کرجی و مقایسه آن با گویش ساری و فارسی:
| گویش کرجی | زبان مازندرانی | فارسی |
| --------- | -------------- | ----- |
| biyomiyam | biyamome       | آمدم  |
| biyordan  | biyourden      | آوردن |
| bebaftan  | baduten        | بافتن |
| hâdâyan   | hedâen         | دادن  |
| dabuyan   | daviyen        | بودن  |
| vegitan   | baitan         | گرفتن |
| dabestan  | davesten       | بستن  |
| baresiyan | baresiyen      | رسیدن |

### واژگان
شماری از واژه‌های کرجی و مقایسه آن با گویش کجوری و فارسی:
| گویش کرجی     | زبان مازندرانی (گویش کندلوس) | فارسی      |
| ------------- | ---------------------------- | ---------- |
| puser/peser   | rikâ/pesar                   | پسر        |
| yâl/beče      | vače                         | بچه        |
| čulu          | merqene                      | تخم مرغ    |
| berâr zâ      | berâr zâ                     | برادر زاده |
| gungušd/mišgâ | mičkâ                        | گنجشک      |
| geugalbân     | gâleš                        | گاودار     |
| geu           | gu                           | گاو        |
| dim           | dim                          | صورت       |
| vilig         | valik                        | زالزالک    |
| hastexân      | hestekâ                      | استخوان    |
| qalâq         | kalâj                        | کلاغ       |
| bâl           | bâl                          | دست        |